# Stenoplastis flaviplaga
Stenoplastis flaviplaga är en fjärilsart som beskrevs av Paul Dognin 1911. Stenoplastis flaviplaga ingår i släktet Stenoplastis och familjen tandspinnare. Inga underarter finns listade i Catalogue of Life.